# Келлер, Джон
Джон Келлер (англ. John Frederick Keller, 10 ноября 1928, Пейдж-Сити, Канзас — 6 октября 2000, Грейт-Бенд, Канзас) — американский баскетболист, участник летних Олимпийских игр 1952 года в Хельсинки, олимпийский чемпион.

## Биография
Джон Келлер выступал за команду Университета Канзаса «Канзас Джейхокс», которая выиграла чемпионат Национальной ассоциации студенческого спорта в 1952 году. На Олимпиаде 1952 года в составе сборной США по баскетболу стал олимпийским чемпионом. После этого он больше никогда не принимал участия в соревнованиях высокого уровня. В дальнейшем Келлер перешёл на тренерскую работу.